# Ait Saghrouchen
Ait Saghrouchen  (in arabo أيت سغروشن‎?, Ayt Saghrūshan) è un centro abitato e comune rurale del Marocco situato nella provincia di Taza, regione di Fès-Meknès. Conta una popolazione di 16 085 abitanti (censimento 2014).